# Élan démographique
Lélan démographique est une croissance démographique liée à l'augmentation de l'espérance de vie de la population alors que le taux de fécondité de cette population atteint le seuil de remplacement. Cette situation touche de nombreux pays ayant effectué leur transition démographique; un des cas les plus manifestes est la Chine au début de XXIe siècle, qui a connu au XXe siècle, une très rapide diminution de la fécondité de sa population, en parallèle d'une augmentation franche de l'espérance de vie.